# اولین آبلسون
اِوِلین آبلسون، (تولد ۱۸۸۶ - فوت ۷ مارس ۱۹۶۷) نقاش بریتانیایی بود.

## زندگی‌نامه
اولین لوی بزرگترین دختر موردن لوی، در لندن به دنیا آمد و در مدرسه کمپدن هیل و در کالج کوئینز لندن تحصیل کرد. او هنر را در مدرسه هنرهای زیبای هیترلی خواند. او با هری آبلسون ازدواج کرد و نام او به اولین آبلسون تغییر کرد. اولین و هری بیشترین زندگی مشترک خود را در لندن سپری کردند. اولین در موضوعات مناظر، طبیعت بی جان و معماری در آموزشگاه هنری هیترلی مطالعه کرد. اولین آبلسون از دهه ۱۹۲۰ تا زمان مرگش در سال ۱۹۶۷ غرفه‌دار منظم نقاشی‌های منظره، موضوعات طبیعت بی‌جان به علاوه موضوعات معماری و صحنه‌های خیابان‌های شهری، اغلب در لندن بود.
از جمله آثار او می‌توان به میدان ترافالگر، لس آندلیس، میدان لستر و تراس خانه کارلتون، سقف فلورانس، طاق دریاسالاری، اسمیت، ورونا، وست مینستر، آسکونا، میدان لستر، سیرک پیکادیلی و سالزبورگ اشاره نمود.
آبلسون از سال ۱۹۲۵ غرفه‌دار دائمی انجمن ملی هنرهای زیبا در پاریس بود. بین سال‌های ۱۹۳۳ و ۱۹۶۳ نقاشی‌های رنگ روغن خود را در آکادمی سلطنتی هنر، کلوپ هنری جدید انگلیسی، جامعه سلطنتی هنرمندان بریتانیایی و مؤسسه سلطنتی نقاشان رنگ روغن به نمایش گذاشت. در سالهای ۱۹۳۰ تا ۱۹۶۶، آبلسون ۸۳ مورد از آثار هنری خود شامل تراس خانه کارلتون، هانفلور، طاق مرمری و سقف فلورانس و … را در انجمن هنرمندان زن در معرض نمایش قرار داد و از سال ۱۹۳۶ تا ۱۹۶۶ از اعضای فعال این انجمن بود.
آبلسون سال‌ها در لندن زندگی کرد و تصویر او از میدان ترافالگر توسط مجموعه هنری دولت بریتانیا نگهداری می‌شود.